# Montagne Kraul
Le montagne Kraul (in norvegese Kraulberga, in tedesco Kraulberge, in inglese Kraul Mountains) conosciute anche come montagne Vestfjella (Vestfjella Mountains), sono una catena montuosa e nunataks antartica.
Localizzate ad una latitudine di 73° 20' sud ed una longitudine 14° 10' ovest, si trovano nella costa della principessa Martha (terra della regina Maud). I rilievi si in direzione nord ovest partendo dal ghiacciaio Veststraumen. Scoperte durante la spedizione tedesca Nuova Svevia di Alfred Ritscher del 1938-39, vennero intitolate al capitano Otto Kraul, pilota della Schwabenland.
Nell'area si trova la base antartica finlandese Aboa.